# Chuang Chia-jung
Chuang Chia-jung (Kaohsiung, 10 gennaio 1985) è un'ex tennista taiwanese.

## Biografia
Nel 2007 arrivò in finale al Japan Open Tennis Championships 2007 - Doppio femminile giocò con Vania King, la vittoria andò a Tiantian Sun e Zi Yan con 1–6, 6–2, 10–6 per le vincitrici.
Arrivò in finale anche all'US Open 2007 - Doppio femminile in coppia con Chan Yung-jan, il trofeo andò a Nathalie Dechy e Dinara Safina che vinsero l'incontro con il punteggio di 6-4, 6-2. Meno fortunata fu al torneo di Wimbledon 2007 - Doppio femminile dove con Yung-Jan Chan non superò il terzo turno.
Nel 2008 arrivò ai quarti di finale all'Open di Francia 2008 - Doppio femminile esibendosi in coppia con Yung-jan.
Nel 2009 vinse il MPS Group Championships 2009 - Doppio con Sania Mirza sconfiggendo in finale Květa Peschke e Lisa Raymond con il punteggio di 6-3,4-6,10-7. Partecipò senza fortuna all'Internationaux de Strasbourg 2009 - Doppio.

## Statistiche WTA

### Doppio

#### Vittorie (22)
| Legenda: Prima del 2009 | Legenda: Dal 2009     |
| ----------------------- | --------------------- |
| Grande Slam (0)         |                       |
| Ori Olimpici (0)        |                       |
| WTA Championships (0)   |                       |
| Tier I (1)              | Premier Mandatory (1) |
| Tier II (2)             | Premier 5 (0)         |
| Tier III (3)            | Premier (3)           |
| Tier IV (4)             | International (8)     |

| N.  | Data              | Torneo                                           | Superficie  | Compagna           | Avversarie in finale                           | Punteggio           |
| 1.  | 2 ottobre 2005    | Hansol Korea Open, Seul                          | Cemento     | Chan Yung-jan      | Jill Craybas Natalie Grandin                   | 6-2, 6-4            |
| 2.  | 18 febbraio 2007  | Bangalore Open, Bangalore                        | Cemento     | Chan Yung-jan      | Hsieh Su-wei Alla Kudrjavceva                  | 6(4)–7, 6-2, [11-9] |
| 3.  | 17 giugno 2007    | AEGON Classic, Birmingham                        | Erba        | Chan Yung-jan      | Sun Tiantian Meilen Tu                         | 7–6(3), 6–3         |
| 4.  | 23 giugno 2007    | Ordina Open, 's-Hertogenbosch                    | Erba        | Chan Yung-jan      | Anabel Medina Garrigues Virginia Ruano Pascual | 7-5, 6-2            |
| 5.  | 23 settembre 2007 | China Open, Pechino                              | Cemento     | Chan Yung-jan      | Han Xinyun Xu Yi-Fan                           | 7–6(2), 6-2         |
| 6.  | 30 settembre 2007 | Hansol Korea Open, Seoul (2)                     | Cemento     | Chan Yung-jan      | Eléni Daniilídou Jasmin Wöhr                   | 6-2, 6-2            |
| 7.  | 10 febbraio 2008  | PTT Pattaya Open, Pattaya                        | Cemento     | Chan Yung-jan      | Hsieh Su-wei Vania King                        | 6–4, 6–3            |
| 8.  | 18 maggio 2008    | Internazionali BNL d'Italia, Roma                | Terra rossa | Chan Yung-jan      | Iveta Benešová Janette Husárová                | 7–6(5), 6-3         |
| 9.  | 27 luglio 2008    | LA Women's Tennis Championships, Los Angeles     | Cemento     | Chan Yung-jan      | Eva Hrdinová Vladimíra Uhlířová                | 2-6, 7-5, [10-4]    |
| 10. | 28 settembre 2008 | Hansol Korea Open, Seoul (3)                     | Cemento     | Hsieh Su-wei       | Vera Duševina Marija Kirilenko                 | 6-3, 6-0            |
| 11. | 12 aprile 2009    | MPS Group Championships, Ponte Vedra Beach       | Terra verde | Sania Mirza        | Květa Peschke Lisa Raymond                     | 6–3, 4-6, [10-7]    |
| 12. | 9 agosto 2009     | LA Women's Tennis Championships, Los Angeles (2) | Cemento     | Zi Yan             | Marija Kirilenko Agnieszka Radwańska           | 6-0, 4-6, [10-7]    |
| 13. | 18 ottobre 2009   | HP Open, Osaka                                   | Cemento     | Lisa Raymond       | Chanelle Scheepers Abigail Spears              | 6-2, 6-4            |
| 14. | 16 gennaio 2010   | Moorilla Hobart International, Hobart            | Cemento     | Květa Peschke      | Chan Yung-jan Monica Niculescu                 | 3-6, 6-3, [10-7]    |
| 15. | 9 ottobre 2010    | China Open, Pechino (2)                          | Cemento     | Vol'ha Havarcova   | Gisela Dulko Flavia Pennetta                   | 7–6(2), 1-6, [10-7] |
| 16. | 21 maggio 2011    | Internationaux de Strasbourg, Strasburgo         | Terra rossa | Akgul Amanmuradova | Natalie Grandin Vladimíra Uhlířová             | 6-4, 5-7, [10-2]    |
| 17. | 27 agosto 2011    | New Haven Open at Yale, New Haven                | Cemento     | Vol'ha Havarcova   | Sara Errani Roberta Vinci                      | 7-5, 6-2            |
| 18. | 4 marzo 2012      | Malaysia Classic, Kuala Lumpur                   | Cemento     | Chang Kai-chen     | Chan Hao-ching Rika Fujiwara                   | 7–5, 6–4            |
| 19. | 5 maggio 2012     | Estoril Open, Oeiras                             | Terra rossa | Zhang Shuai        | Jaroslava Švedova Galina Voskoboeva            | 4-6, 6-1, [11-9]    |
| 20. | 20 settembre 2014 | Guangzhou International Women's Open, Canton     | Cemento     | Liang Chen         | Alizé Cornet Magda Linette                     | 2-6, 7–6(3), [10-7] |
| 21. | 23 maggio 2015    | Internationaux de Strasbourg, Strasburgo         | Terra rossa | Liang Chen         | Nadežda Kičenok Zheng Saisai                   | 4–6, 6–4, [12–10]   |
| 22. | 20 gennaio 2016   | Dubai Tennis Championships, Dubai                | Cemento     | Darija Jurak       | Caroline Garcia Kristina Mladenovic            | 6-4, 6-4            |

#### Sconfitte (14)
| Legenda: Prima del 2009 | Legenda: Dal 2009     |
| ----------------------- | --------------------- |
| Grande Slam (2)         |                       |
| Ori Olimpici (0)        |                       |
| WTA Championships (0)   |                       |
| Tier I (1)              | Premier Mandatory (0) |
| Tier II (1)             | Premier 5 (0)         |
| Tier III (3)            | Premier (2)           |
| Tier IV (3)             | International (2)     |

| N.  | Data             | Torneo                                     | Superficie  | Compagna            | Avversarie in finale                | Punteggio              |
| 1.  | 3 ottobre 2004   | Hansol Korea Open, Seul                    | Cemento     | Hsieh Su-wei        | Cho Yoon-jeong Jeon Mi-ra           | 3-6, 6-1, 5-7          |
| 2.  | 1º ottobre 2006  | Hansol Korea Open, Seoul (2)               | Cemento     | Mariana Díaz Oliva  | Virginia Ruano Pascual Paola Suárez | 2–6, 3–6               |
| 3.  | 8 ottobre 2006   | Japan Open Tennis Championships, Tokyo     | Cemento     | Chan Yung-jan       | Vania King Jelena Kostanić Tošić    | 6(2)–7, 7-5, 2-6       |
| 4.  | 27 gennaio 2007  | Australian Open, Melbourne                 | Cemento     | Chan Yung-jan       | Cara Black Liezel Huber             | 4-6, 7–6(4), 1-6       |
| 5.  | 11 febbraio 2007 | PTT Pattaya Open, Pattaya                  | Cemento     | Chan Yung-jan       | Nicole Pratt Mara Santangelo        | 4-6, 6(4)–7            |
| 6.  | 18 marzo 2007    | BNP Paribas Open, Indian Wells             | Cemento     | Chan Yung-jan       | Lisa Raymond Samantha Stosur        | 3–6, 5-7               |
| 7.  | 9 settembre 2007 | US Open, New York                          | Cemento     | Chan Yung-jan       | Nathalie Dechy Dinara Safina        | 4-6, 2-6               |
| 8.  | 7 ottobre 2007   | Japan Open Tennis Championships, Tokyo (2) | Cemento     | Vania King          | Sun Tiantian Yan Zi                 | 6-1, 2-6, [6-10]       |
| 9.  | 9 marzo 2008     | Bangalore Open, Bangalore                  | Cemento     | Chan Yung-jan       | Peng Shuai Sun Tiantian             | 4-6, 7-5, [8-10]       |
| 10. | 24 maggio 2008   | Internationaux de Strasbourg, Strasburgo   | Terra rossa | Chan Yung-jan       | Yan Zi Tetjana Perebyjnis           | 4-6, 7–6(3), [6-10]    |
| 11. | 11 aprile 2010   | MPS Group Championships, Ponte Vedra Beach | Terra verde | Peng Shuai          | Bethanie Mattek-Sands Yan Zi        | 6-4, 4-6, [8-10]       |
| 12. | 14 gennaio 2012  | Moorilla Hobart International, Hobart      | Cemento     | Marina Eraković     | Irina-Camelia Begu Monica Niculescu | 7–6(4), 6(4)–7, [5-10] |
| 13. | 29 agosto 2015   | Connecticut Open, New Haven                | Cemento     | Liang Chen          | Julia Görges Lucie Hradecká         | 3-6, 1-6               |
| 14. | 27 agosto 2016   | Connecticut Open, New Haven (2)            | Cemento     | Kateryna Bondarenko | Sania Mirza Monica Niculescu        | 5-7, 4-6               |

## Circuito WTA 125

### Doppio

#### Vittorie (3)
| N. | Data             | Torneo                                              | Superficie  | Compagna        | Avversarie in finale                 | Punteggio        |
| 1. | 27 luglio 2014   | Jiangxi International Women's Tennis Open, Nanchang | Cemento     | Junri Namigata  | Chan Chin-wei Xu Yifan               | 7–6(4), 6-3      |
| 2. | 6 settembre 2014 | Suzhou Ladies Open, Suzhou                          | Cemento     | Chan Chin-wei   | Misa Eguchi Eri Hozumi               | 6-1, 3-6, [10-7] |
| 3. | 11 giugno 2017   | Croatian Bol Ladies Open, Bol                       | Terra rossa | Renata Voráčová | Lina Ǵorčeska Aleksandrina Najdenova | 6-4, 6-2         |

#### Sconfitte (2)
| N. | Data             | Torneo                                | Superficie    | Compagna       | Avversarie in finale                   | Punteggio        |
| 1. | 9 novembre 2014  | OEC Taipei WTA Challenger, Taipei     | Sintetico (i) | Chang Kai-chen | Chan Hao-ching Chan Yung-jan           | 4-6, 3-6         |
| 2. | 20 novembre 2016 | OEC Taipei WTA Challenger, Taipei (2) | Sintetico (i) | Chang Kai-chen | Natela Dzalamidze Veronika Kudermetova | 6-4, 3-6, [5-10] |

## Risultati in progressione
| Sigla | Risultato               |
| ----- | ----------------------- |
| V     | Vincitore               |
| F     | Finalista               |
| SF    | Semifinalista           |
| O     | Oro olimpico            |
| A     | Argento olimpico        |
| SF    | Bronzo olimpico         |
| QF    | Quarti di Finale        |
| 4T    | Quarto turno            |
| 3T    | Terzo turno             |
| 2T    | Secondo turno           |
| 1T    | Primo turno             |
| RR    | Round Robin             |
| LQ    | Turno di qualificazione |
| A     | Assente                 |
| ND    | Non disputato           |

| Legenda superfici    |
| -------------------- |
| Cemento              |
| Terra battuta        |
| Erba                 |
| Superficie variabile |

### Singolare nei tornei del Grande Slam
| Torneo          | 2004 | 2005 | 2006 | 2007 | 2008 | 2009 | 2010 | 2011 | 2012 | 2013 | 2014 | 2015 | 2016 |
| --------------- | ---- | ---- | ---- | ---- | ---- | ---- | ---- | ---- | ---- | ---- | ---- | ---- | ---- |
| Australian Open | 1T   | A    | A    | A    | A    | A    | A    | A    | A    | A    | A    | A    | A    |
| Open di Francia | A    | A    | A    | A    | A    | A    | A    | A    | A    | A    | A    | A    | A    |
| Wimbledon       | A    | A    | A    | A    | A    | A    | A    | A    | A    | A    | A    | A    | A    |
| US Open         | A    | A    | A    | A    | A    | A    | A    | A    | A    | A    | A    | A    | A    |

### Doppio nei tornei del Grande Slam
| Torneo          | 2004 | 2005 | 2006 | 2007 | 2008 | 2009 | 2010 | 2011 | 2012 | 2013 | 2014 | 2015 | 2016 |
| --------------- | ---- | ---- | ---- | ---- | ---- | ---- | ---- | ---- | ---- | ---- | ---- | ---- | ---- |
| Australian Open | A    | 3T   | 1T   | F    | 3T   | 1T   | 2T   | QF   | 1T   | A    | 1T   | 1T   | 1T   |
| Open di Francia | A    | A    | A    | QF   | QF   | 2T   | 1T   | 1T   | 2T   | A    | A    | 2T   | 1T   |
| Wimbledon       | A    | A    | A    | 3T   | 1T   | 2T   | 2T   | 1T   | 1T   | A    | A    | 1T   | 1T   |
| US Open         | A    | 2T   | A    | F    | 1T   | 1T   | 2T   | 1T   | QF   | A    | A    | 2T   | 1T   |

### Doppio misto nei tornei del Grande Slam
| Torneo          | 2004 | 2005 | 2006 | 2007 | 2008 | 2009 | 2010 | 2011 | 2012 | 2013 | 2014 | 2015 | 2016 |
| --------------- | ---- | ---- | ---- | ---- | ---- | ---- | ---- | ---- | ---- | ---- | ---- | ---- | ---- |
| Australian Open | A    | A    | A    | A    | QF   | 2T   | QF   | QF   | A    | A    | A    | A    | A    |
| Open di Francia | A    | A    | A    | QF   | 1T   | 1T   | 1T   | 2T   | A    | A    | A    | A    | 2T   |
| Wimbledon       | A    | A    | A    | 3T   | QF   | 3T   | 1T   | 1T   | A    | A    | A    | A    | 2T   |
| US Open         | A    | A    | A    | 2T   | 1T   | 1T   | A    | A    | A    | A    | A    | A    | A    |